# Лейк-В'ю (Арканзас)
Лейк-В'ю (англ. Lake View) — місто (англ. city) в США, в окрузі Філліпс штату Арканзас. Населення — 327 осіб (2020).

## Географія
Лейк-В'ю розташований за координатами 34°25′16″ пн. ш. 90°48′48″ зх. д. / 34.42111° пн. ш. 90.81333° зх. д. (34.421156, -90.813333).  За даними Бюро перепису населення США в 2010 році місто мало площу 12,95 км², уся площа — суходіл.

## Демографія
Згідно з переписом 2010 року, у місті мешкали 443 особи в 163 домогосподарствах у складі 105 родин. Густота населення становила 34 особи/км².  Було 187 помешкань (14/км²). 
Расовий склад населення:
| - 93,2 % — чорних або афроамериканців - 5,4 % — білих |

До двох чи більше рас належало 1,1 %. Іспаномовні складали 0,9 % від усіх жителів.
За віковим діапазоном населення розподілялося таким чином: 34,1 % — особи молодші 18 років, 51,9 % — особи у віці 18—64 років, 14,0 % — особи у віці 65 років та старші. Медіана віку мешканця становила 30,5 року. На 100 осіб жіночої статі у місті припадало 77,2 чоловіків;  на 100 жінок у віці від 18 років та старших — 73,8 чоловіків також старших 18 років.
Середній дохід на одне домашнє господарство  становив 25 534 долари США (медіана — 15 956), а середній дохід на одну сім'ю — 27 050 доларів (медіана — 15 000). За межею бідності перебувало 47,4 % осіб, у тому числі 67,1 % дітей у віці до 18 років та 37,5 % осіб у віці 65 років та старших.
Цивільне працевлаштоване населення становило 121 осіб. Основні галузі зайнятості: освіта, охорона здоров'я та соціальна допомога — 47,9 %, роздрібна торгівля — 14,0 %, мистецтво, розваги та відпочинок — 10,7 %.